# Exmes
Exmes is een plaats en voormalige gemeente in het Franse departement Orne in de regio Normandië en telt 312 inwoners (2005). De plaats maakt deel uit van het arrondissement Argentan.

## Geschiedenis
Exmes is op 1 januari 2017 gefuseerd met de gemeenten Aubry-en-Exmes, Avernes-sous-Exmes, Le Bourg-Saint-Léonard, Chambois, La Cochère, Courménil, Fel, Omméel, Saint-Pierre-la-Rivière, Silly-en-Gouffern, Survie, Urou-et-Crennes en Villebadin tot de gemeente Gouffern en Auge. 

## Geografie
De oppervlakte van Exmes bedraagt 10,5 km², de bevolkingsdichtheid is 29,7 inwoners per km².
De onderstaande kaart toont de ligging van Exmes met de belangrijkste infrastructuur en aangrenzende gemeenten.

## Demografie
Onderstaande figuur toont het verloop van het inwonertal (bron: INSEE-tellingen).
Aubry-en-Exmes · Avernes-sous-Exmes · Le Bourg-Saint-Léonard · Chambois · La Cochère  · Courménil · Exmes · Fel · Omméel · Saint-Pierre-la-Rivière · Silly-en-Gouffern · Survie · Urou-et-Crennes · Villebadin